# Прва лига Белгије у фудбалу
Прва лига Белгије, позната као Белгијска прва дивизија А (хол. Eerste klasse A) и Жупилер Про лига из спонзорских разлога, је највиша фудбалска лига у Белгији. Основана је 1895. Карактерише је најсложенији систем такмичења у Европи. Актуелни првак је Ројал Унион.

## Систем такмичења
У лиги се такмичи шеснаест тимова, који у првом делу сезоне играју једни против других 30 утакмица, по једну код куће и једну на страни. На крају првог дела сезоне, првих шест тимова наставља борбу за титулу и једно од места у Лиги шампиона или Лиги Европе. Њихови до тада освојени бодови се деле са два, и они затим играју између себе 10 утакмица, по истом принципу, једна код куће, као домаћини, а једна на страни, као гостовање. Првопласирани тим је шампион и он игра у групној фази Лиге Шампиона, другопласирани тим игра у трећем колу квалификација за Лигу шампиона, док трећепласирани тим игра у трећем колу квалификација за Лигу Европе, а четвртопласирани тим се касније бори за једно преостало место на европској сцени.
Тимови који су први део такмичења завршили између седмог и четрнаестог места, боре се за једно место у Лиги Европе, заједно са тимом који заврши као четвртопласирани у групи тимова који се боре за титулу (петопласираним, ако је неки од прва четири тима освојио и Куп Белгије). Они су подељени у две групе од по четири тима, и играју међусобно шест утакмица. Само победници група настављају такмичење и боре се у „малом финалу“, у којем се играју две утакмице. Победник двомеча затим се бори против четвртопласираног тима из борбе за титулу, где се такође играју два меча, и победник тог двомеча ће се квалификовати за квалификације за Лигу Европе и наступ на европској сцени.
Два последњепласирана тима се боре за опстанак. Та два тима између себе играју 5 утакмица. Тим који заврши као петнаестопласирани има предност од 3 бода, као и предност домаћег терена. На крају, тим који овде заврши са мањим бројем бодова, следеће сезоне се такмичи у нижем рангу такмичења.

## Састав за сезону 2022/23
| Клуб           | Место        |
| -------------- | ------------ |
| Андерлехт      | Брисел       |
| Антверпен      | Антверпен    |
| Серкл Бриж     | Бриж         |
| Шарлроа        | Шарлроа      |
| Клуб Бриж      | Бриж         |
| Епен           | Епен         |
| Генк           | Генк         |
| Гент           | Гент         |
| Кортрајк       | Кортрајк     |
| Мехелен        | Мехелен      |
| Левен          | Левен        |
| Остенде        | Остенде      |
| Серен          | Серен        |
| Синт Тројден   | Синт Тројден |
| Стандард Лијеж | Лијеж        |
| Ројал Унион    | Брисел       |
| Вестерло       | Вестерло     |
| Зулте Варегем  | Варегем      |